# TIROS 9
TIROS 9 (ang. Television Infrared Observational Satellite) – okołobiegunowy amerykański satelita meteorologiczny i technologiczny. Pierwszy z serii TIROS umieszczony na orbicie zbliżonej do polarnej. Wysłany w celu usprawnienia procesu pozyskiwania satelitarnych zdjęć pokrywy chmur na potrzeby programu TOS, tj. TIROS Operational System. Jako pierwszy satelita wykonał mapę pogodową całego świata.
Z powodu usterki systemu kierowania statek został umieszczony na nieplanowanej orbicie eliptycznej. Mimo tego, statek przesłał ponad 70 000 użytecznych meteorologicznie fotografii. Jedna z dwóch kamer telewizyjnych podstawowego wyposażenia satelity uległa uszkodzeniu 1 kwietnia 1965. Druga pracowała normalnie do 26 lipca 1965. Po tym statek został przeprogramowany tak, aby wykonywać tylko pojedyncze obrazy potrzebne do uzupełnienia materiałów zebranych przez kolejne statki serii. Zadanie to wykonywał do 15 lutego 1967, gdy zaprzestano z nim łączności.
TIROS 9 pozostaje na orbicie, której trwałość szacuje się na 1000 lat.

## Budowa i działanie

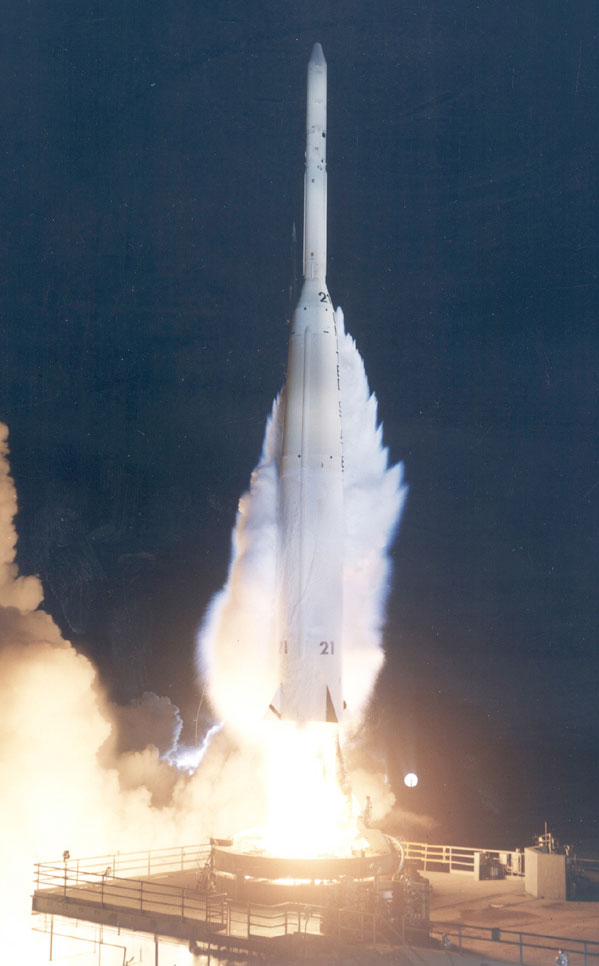
Rakieta Thor Delta C z satelitą Explorer 18

Statek został opracowany przez Goddard Space Flight Center, część NASA, oraz firmy: Radio Corporation of America (RCA), Astro Electronic Division (dzisiejszy Lockheed Martin). Szkielet satelity wykonano z aluminium i stali nierdzewnej. Kadłub miał kształt graniastosłupa o podstawie osiemnastokątnej. Pokrycie statku stanowiło ponad 9260 ogniw słonecznych, każde o wymiarach 1×2 cm. Gromadziły energię w 21 akumulatorach NiCd.
Na obwodzie spodu statku zamontowano pięć stałopędnych silniczków nadających satelicie ruch obrotowy o prędkości od 8 do 12 obrotów na minutę. Oś obrotu statku mogła być kontrolowana z dokładnością 1, 2 stopni. Służył do tego magnetyczny system kontroli położenia (Quarter-Orbit Magnetic Attitude Control, QOMAC). Jego układem wykonawczym było 250 przewodów owijających statek po obwodzie. Konieczny dla kontroli pozycji moment obrotowy wytwarzała interakcja ziemskiego pola magnetycznego z polem magnetycznym (prądem) zaindukowanym w statku. Nowym elementem był podczerwony czujnik horyzontu.
Do łączności z Ziemią używano pojedynczej anteny monopolowej. Umieszczona była na szczycie statku. Dwie anteny dipolowe (4 pręty wystające ze spodu statku) służyły do nadawania telemetrii (częstotliwość 235 MHz; moc 2 W). Kamery wyzwalały się automatycznie po wejściu Ziemi w pole widzenia. Zdjęcia były przesyłane bezpośrednio na Ziemię lub nagrywane na rejestratorze, mieszczącym do 32 obrazów. Nadawanie sekwencji 32 obrazów trwało 100 sekund. Odbywało się przez 3 W nadajnik FM, na częstotliwości 237 MHz.

## Ładunek

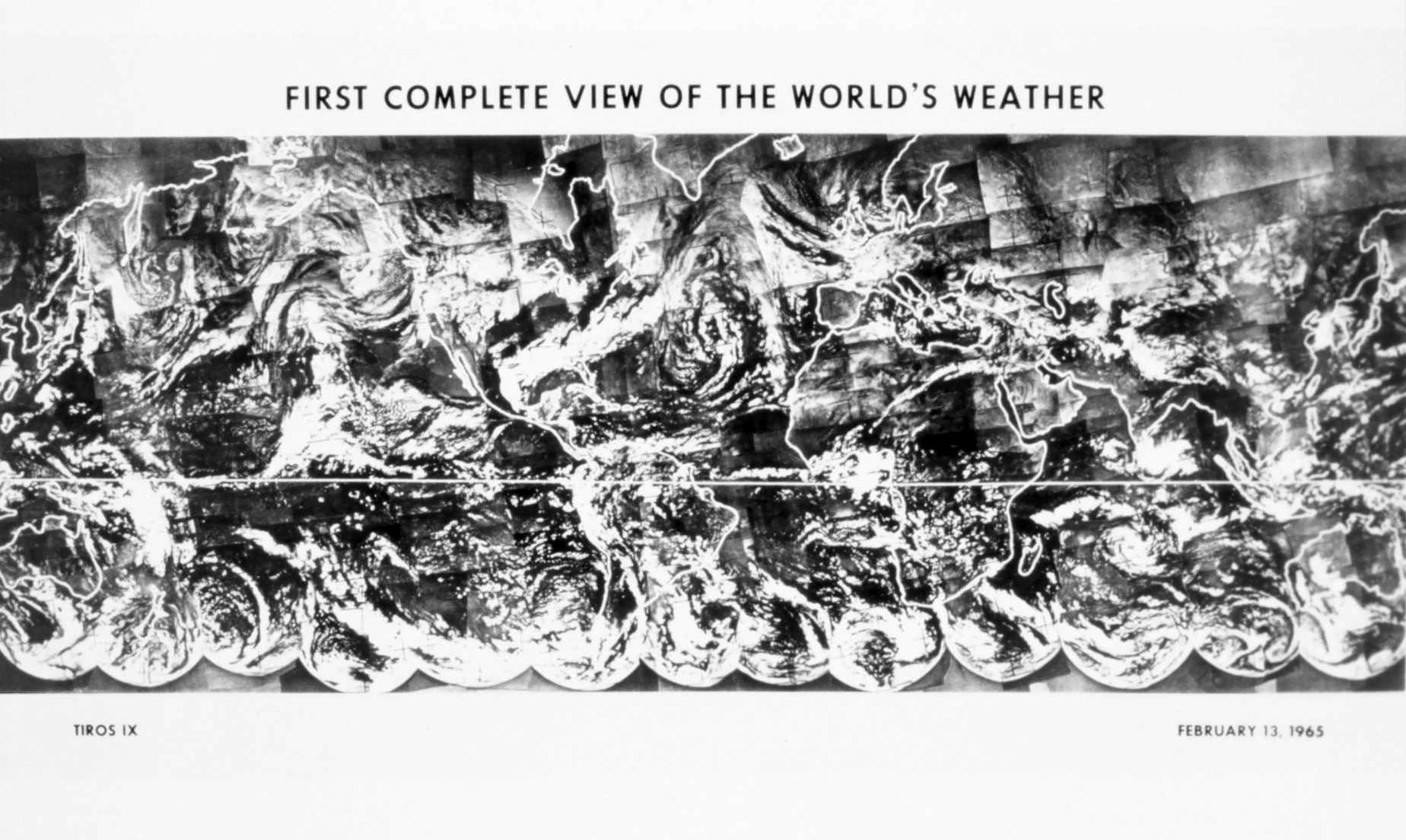
Pierwsza w historii satelitarna mapa pogodowa świata – wykonana ze zdjęć zebranych przez satelitę TIROS 9

- System telewizyjny

Statek wyposażono w dwie bliźniacze szerokokątne kamery telewizyjne typu Vidicon (500 linii, obiektyw 1,27 cm) o polu widzenia 104°. Wykonane zdjęcia był przesyłane od razu na Ziemię lub magazynowane w rejestratorze taśmowym, o pojemności 48 klatek, do późniejszego przesłania. Inaczej niż w poprzednich statkach serii TIROS, kamery rozmieszczone były na przeciwnych ściankach statku i odchylone 64 stopnie od jego osi obrotu. Migawki były wyzwalane automatycznie, gdy tylko w ich polu widzenia znalazła się Ziemia. Cała zawartość rejestratora była przesyłana w 120 sekund poprzez nadajnik FM o mocy 5 W pracujący na częstotliwości 235 MHz. Z wysokości 700 km kamera obejmowała obszar 1200 × 1200 km z rozdzielczością 2,5÷3 km w nadirze. Kamera obejmowała zasięgiem pracy obszar między 65. równoleżnikiem szerokości geograficznej północnej i południowej.